# 赤坂町 (愛知県)
赤坂町（あかさかちょう）は、かつて愛知県宝飯郡に存在した町である。1955年に合併で音羽町の一部となり、現在の豊川市赤坂町に該当する。
東海道の宿場町である赤坂宿を中心とした町である。

## 歴史

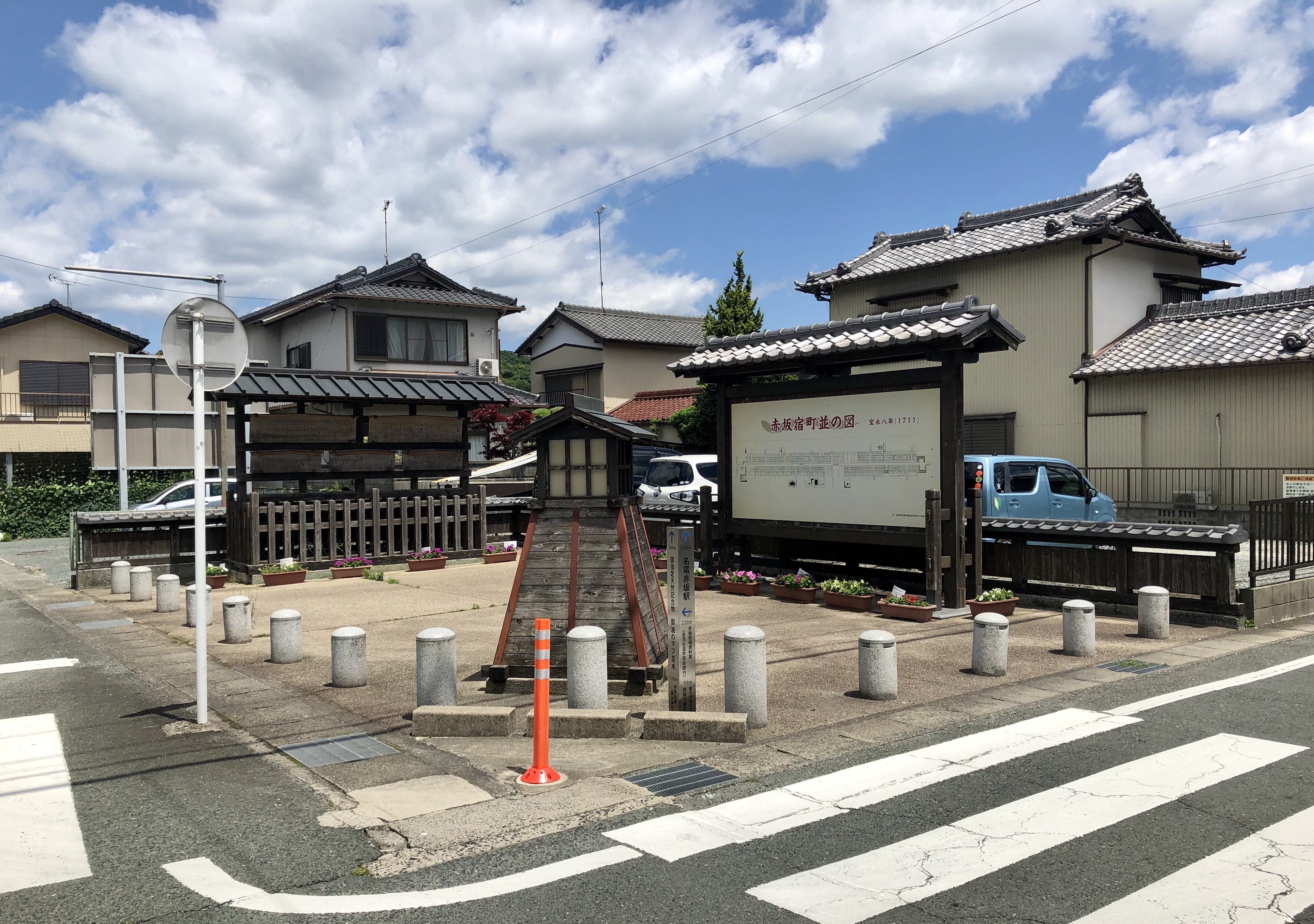
旧赤坂宿付近につくられた赤坂宿公園

- 1601年（慶長6年） - 赤坂宿を開設。以後、江戸時代末期まで天領であった。
- 1682年（天和2年） - 三河国の天領を支配するための代官所として赤坂陣屋が設置される。
- 1868年（慶応4年） - 赤坂陣屋に三河県[1]の県庁が設置される。
- 1889年（明治22年）10月1日 - 町村制施行により、赤坂村が成立。
- 1894年（明治27年）6月23日 - 町制施行し、赤坂町となる。
- 1955年（昭和30年）4月1日 - 赤坂町、長沢村、萩村が合併し、音羽町となる。

## 交通機関
- 名古屋鉄道名古屋本線
  - 名電赤坂駅

## 神社・仏閣
- 関川神社
- 杉森八幡社

## 観光・史跡
- 赤坂宿
  - 大橋屋（現在、豊川市の建物となった）
- 御油の松並木（国の天然記念物）

## 出身者
- 花井又太郎（都市計画家）
- 柄澤照文（ペン画家）
- 政池仁（キリスト教伝道者）